# Andreas Österlund
Jan Andreas Hamrén Österlund, född 30 mars 1985 i Stockholm, är ett svenskt medium. Han har varit deltagit som medium i bland annat Det okända, Andarnas makt (Norge) och Kristallen-vinnaren Spökjakt.  
Tillsammans med sin fru, Jenny Hamrén Österlund driver han kursgården Tvillingsjälargården, belägen på landsbygden vid Vara. Kurserna är på temat Andlig och personlig utveckling.  
Paret har också en Youtubekanal (Tvillingsjälar) där man får följa paret på äventyr till platser som de säger är hemsökta, men också i deras vardag med deras åtta barn. De har också podden Leva Livet Podden på Spotify tillsammans. 

## Filmografi
- 2010 – Andarnas makt Norge
- 2015–2019 – Det okända
- 2019–2020 – Spökjakt
- 2022–2023 – Spökjakt